# Francisco Avizanda Contin
Francisco Avizanda Contin (Izaba, Navarra, 1955) és un productor, guionista i director de cinema navarrès, entre altres dels llargmetratges de ficció Hoy no se fía, mañana sí (2008) i Sapos y culebras (2013)

## Trajectòria professional
En 1988 entra a TVE (Televisió Espanyola) després de produir i dirigir el curtmetratge de ficció Virtudes Bastián, i hi va dirigir documentals sobre arquitectura i antropologia fins al 1991. El 1995 funda la seva pròpia productora (Muxika) amb la qual produeix i dirigeix documentals d'història, sociologia i naturalesa. En 2008 dirigeix el seu primer llargmetratge de ficció Hoy no se fía, mañana sí, periple d'una delatora franquista, tragèdia moderna inserida en el fosc període de 1956, en plena dictadura a Espanya. La seva segona pel·lícula Sapos y culebras és un conte moral sobre el frenesí per l'enriquiment i la corrupció en la recent Espanya de canvi i començament de segle.

## Projecció internacional
Les seves pel·lícules de ficció i documentals s'han estrenat a Espanya, França, Estats Units, el Canadà, Alemanya, Itàlia, etc. I emès en nombrosos canals de televisió: WDR i ARD (Alemanya); TV5 (França); TVE (Espanya); Discovery Channel (Canadà); Canal + (Bèlgica-Espanya); SIC i RTP (Portugal); LNK (Lituània); Canal 22 (Mèxic); KBS (Corea); Cyfra+ (Polònia)...
Algunes de les seves obres van rebre el suport dels programes de la Unió Europea: Media Docummentary, Script Development, Babel, i Action Plan 16:9.
Va pertànyer a la junta directiva de l'Assemblea de directors espanyols de cinema (ADIRCE) i va representar a l'organització a la FERA (Fédération Européenne des Réalisateurs de l'Audiovisuel) en el període 2005-2008.

## Filmografia
- Sapos y culebras (2014, llargmetratge, ficció)[12]
- Hoy no se fía, mañana sí (2008, llargmetratge, ficció)
- El impertinente Ulises (2000, documental tv)
- Gitanos y chatarreros: la busca (1995, documental tv)
- Tres arquitecturas (1990, sèrie de tres documentals tv)[13]
- Breve crónica del pueblo selk'nam (1993, documental tv)
- El espejo del tiempo, los Baroja (1988, llargmetratge documental)[14]
- Virtudes de Bastián (1986, curtmetratge)
- Programa nocturno (1980, curtmetratge)
- Las hojas secas (1979, curtmetratge)
- Pincho de rosa (1978, curtmetratge)

## Premis
Pincho de rosa. Primer premi cinema basc. Festival internacional de cinema documental i curtmetratge. Bilbao. 1979
Virtudes Bastián. Gran premi cinema basc. Premi internacional de la Creu Roja. Festival internacional de cinems documental i curtmetratge. Bilbao. 1986.

## Entrevistes
- El séptimo vicio. RNE. Radio 3.